# Zvonimir Šikić
Zvonimir Šikić (Zagreb, 18. rujna 1952.), hrvatski je matematičar, autor i bivši predsjednik Hrvatskog matematičkog društva.

## Obrazovanje i karijera
Diplomirao je 1975. i doktorirao 1987. na Prirodoslovno-matematičkom fakultetu u Zagrebu. Na zagrebačkom Fakultetu strojarstva i brodogradnje radi od 1976., redoviti profesor (od 1998.). Voditelj je Katedre za matematiku i nacrtnu geometriju (od 1984.) i predsjednik Hrvatskoga matematičkoga društva (od 1999. do 2003.). Bio je predsjednik Nezavisnoga sindikata znanosti i visokog obrazovanja (od 1993. do 2002.). 

## Područje rada
Bavi se matematičkom logikom, teorijom skupova, filozofijom, poviješću i popularizacijom matematike.

## Politički stavovi
U jednome je svome blogu „Kako je umrla socijaldemokracija“ u prosincu 2012. izrazio negodovanje prema ekonomskim i političkim smjerovima kojima su se, prema njemu, u to vrijeme vodile Socijaldemokratska stranka Njemačke te hrvatski SDP zaključivši kako su „socijaldemokrati bili spremni prihvatiti ne-socijaldemokratsku politiku koja je na oltaru financijskog sektora žrtvovala ‘maloga čovjeka’, njegov životni standard i njegovu zaposlenost.“

## Djela
Autor je više desetaka osnovnoškolskih, srednjoškolskih i sveučilišnih udžbenika iz matematike, a najznačajnija su mu: Novija filozofija matematike (1987.), Kako je stvarana novovjekovna matematika (1989.), Filozofija matematike (1995.), Knjiga o kalendarima (2001.), Diferencijalni i integralni račun (2002.), Diferencijalne jednadžbe (2002.), Matematika i muzika (2013.) te Knjiga za klikeraše (2021.).

## Citati
Zvonimir Šikić prepoznat je prije svega kao popularizator matematike, s naglaskom na filozofskom aspektu njezinih temelja. U jednome svojem članku piše:
Matematika nije prirodna znanost. (...) Matematika je izvjesna znanost, jer se bavi apstraktnim predmetima o kojima je moguće izvjesno znanje. Prirodne znanosti nisu izvjesne, jer se bave konkretnim predmetima o kojima izvjesno znanje nije moguće. Zato se istine prirodnih znanosti, koje su uvijek relativne i podložne sudu vremena, bitno razlikuju od matematičkih istina, koje su apsolutne i vječne.